# Уелсци
Уелсците (на уелски: cymry) са етническа група, основната народност в Уелс, Обединеното кралство.
По численост са около 5,5 – 6 милиона души, като в самия Уелс живеят по-малко от 3 млн. Най-голям брой емигранти има в САЩ.
Говорят свой уелски език, който принадлежи към келтските езици, но се говори само от 21,7% от уелсците в Уелс. Този дял е по-малък в емигрантските групи в другите страни.